# Troina
Troina település Olaszországban, Szicília régióban, Enna megyében. Lakosainak száma 8550 fő (2023. január 1.). Troina Regalbuto, Gagliano Castelferrato, Cerami, Bronte, Randazzo, San Teodoro és Cesarò községekkel határos.

## Népesség
A település lakossága az elmúlt években az alábbi módon változott:
| Lakosok száma | 9310 | 9202 | 8550 |
|               | 2017 | 2018 | 2023 |